# Cal Soler (Vallcebre)
Cal Soler és una masia del municipi de Vallcebre. Està situada a les proximitats de Sant Julià de Fréixens, a una alçada de 1.101 msnm. Forma part de l'Inventari del Patrimoni Arquitectònic de Catalunya.

## Descripció
Masia de planta baixa, un pis i golfes amb coberta a dos vessants i el carener paral·lel a la façana de llevant; les obertures, petites i amb llindes de fusta, es distribueixen pels murs de llevant i ponent. El segle xviii s'amplià amb la construcció d'un cos rectangular adossat al mur de llevant, cobert a dos vessants i amb el carener perpendicular a la façana. Els murs són de maçoneria molt pobre i irregular.